# Cayo Sulpicio Galo (cónsul 243 a. C.)
Cayo o Gayo Sulpicio Galo  fue un político romano, cónsul en el año 243 a. C. con Cayo Fundanio Fúndulo.